# 5830 Simohiro
5830 Simohiro eller 1991 EG är en asteroid i huvudbältet som upptäcktes den 9 mars 1991 av de båda japanska astronomerna Takeshi Urata och Tsuneo Niijima i Ojima. Den är uppkallad efter japanen Hiroshi Shimoda.
Asteroiden har en diameter på ungefär 3 kilometer.